# Paolo Guerrero
José Paolo Guerrero Gonzales (Lima, 1 de janeiro de 1984) é um futebolista peruano que atua como centroavante. Atualmente joga pelo Alianza Lima. 
É atualmente o estrangeiro com maior número de gols pelo Campeonato Brasileiro na era dos pontos corridos. Em 2015 foi nomeado como um dos 39 jogadores candidatos para o FIFA Ballon d'Or, tornando-se o primeiro peruano da história nesta lista.

## Carreira

### Início

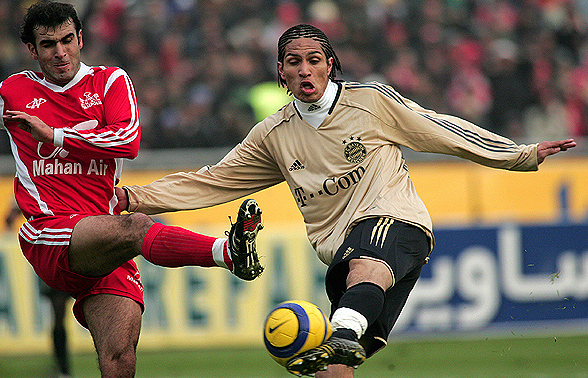
Guerrero jogando no Bayern de Munique

Guerrero começou a jogar futebol nas categorias de base do clube peruano Alianza Lima, onde marcou mais de 600 gols pela equipe infanto-juvenil (15 a 16 anos). Em 2002, Guerrero assinou um contrato com o gigante bávaro, Bayern de Munique. Durante a temporada 2003–04, o peruano jogou na Regionalliga Süd. Ele jogou 23 jogos e marcou 28 gols. Já na temporada 2004–05, ele se juntou ao compatriota Claudio Pizarro na equipe principal do Bayern. Em junho de 2006, foi anunciado que Guerrero havia se transferido para o Hamburgo como a maior venda da história da bundesliga e assinado um contrato com o clube até 2010. Pelo Hamburgo ele marcou o gol da vitória contra o seu ex-clube, o Bayern de Munique, mas não comemorou por causa de seu passado com o clube e o carinho que ele ainda sentia pelo Bayern. O resultado tirou a chance do Bayern de jogar a Liga dos Campeões de 2007–08. Teve dificuldades na Alemanha por causa do medo de voar em aviões. Seu tio materno, Caíco Gonzales Ganoza, goleiro do Alianza Lima, morreu no dia 8 de dezembro de 1987 no acidente aéreo que matou toda a delegação do time.

### Hamburgo

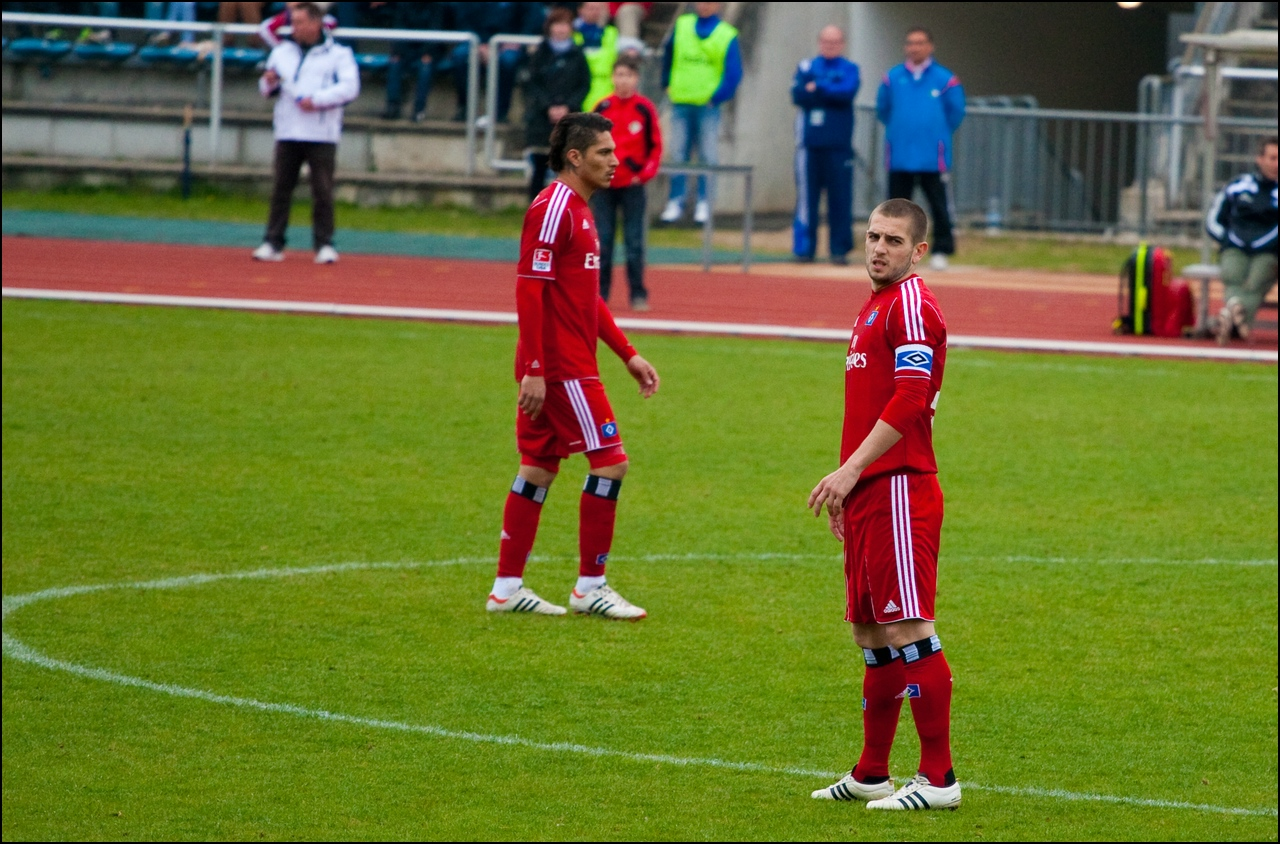
Paolo Guerrero atuando pelo Hamburgo

Guerrero chegou ao Hamburgo em 2006, vindo do Bayern de Munique. Sua primeira temporada foi marcada por uma lesão que o tirou de metade da temporada, isso e sua baixa produtividade, o fizeram atuar como substituto. Perto do final dessa temporada, ele marcou três gols, fazendo em sua temporada de estreia um total de cinco gols em 20 jogos.
Na temporada 2007–08, sua segunda pelo Hamburgo, Guerrero jogou 29 dos 34 jogos na Bundesliga, marcando nove gols e realizando quatro assistências, bem como tornar-se um acionador de partida incontestável e uma parte vital do Hamburgo. Ele ficou em terceiro lugar na tabela de artilheiros, atrás apenas de Rafael van der Vaart (12 gols) e Ivica Olić (14 gols). Na fase de classificação para a Liga Europa da UEFA, jogou nove jogos, marcando cinco gols e realizando três assistências. Seu primeiro hat-trick em sua carreira profissional foi contra o Karlsruher, no último jogo da Bundesliga, marcando os segundo, terceiro, e quarto gols em uma vitória por 7 a 0. Esta vitória garantiu-lhes o quarto lugar e uma Taça UEFA local para a próxima temporada. Até o início da temporada 2008–09, Guerrero tornou-se titular. Deixou o Hamburgo sendo um dos principais ídolos do time ao lado do Marcelinho paraíba, com 84 gols em 42 partidas pelo clube da Alemanha.

### Corinthians

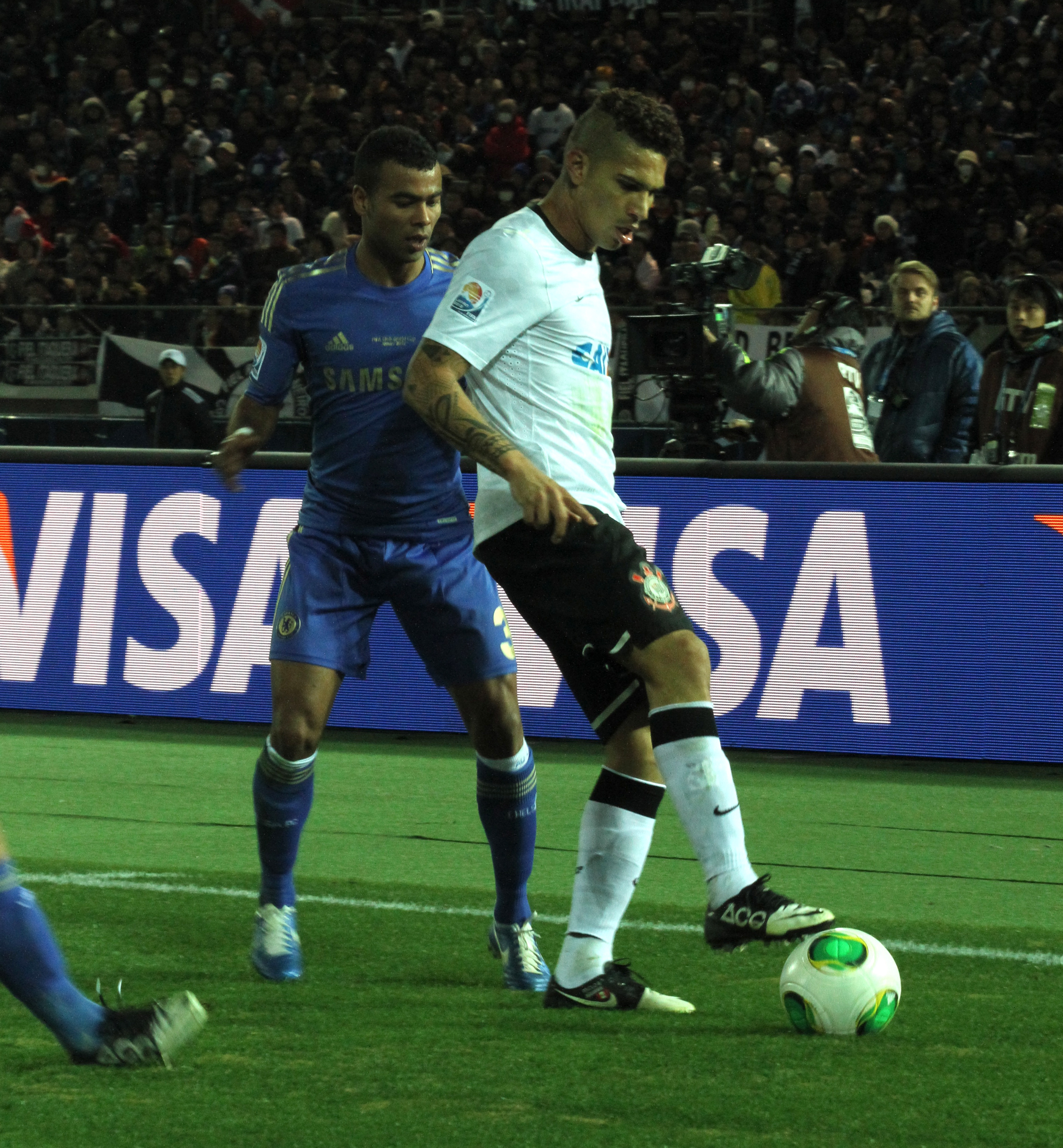
Paolo Guerrero e Ashley Cole na final da Copa do Mundo de Clubes de 2012

No dia 11 de julho de 2012, Guerrero foi procurado pelo Corinthians, cotado para substituir Liedson. Já no dia 13 de julho de 2012, o atacante acertou por três anos com o clube paulista para a disputa do Campeonato Brasileiro e do Mundial de Clubes daquele ano, em um valor estimado de R$ 7,5 milhões e recebendo a camisa nove.
| “ | Sempre que entro em campo é para ganhar. Se estou aqui no Corinthians é para isso. Quero ganhar, fazer gols. | ” |

Estreou no dia 25 de julho, em jogo válido pelo Campeonato Brasileiro, onde entrou no lugar de Emerson Sheik na vitória por 2 a 0 contra Cruzeiro. Sua contratação e sua estreia pelo Timão viraram manchete em seu país, atraindo a atenção da mídia peruana em São Paulo pelo fato do jogador ser um ídolo notável.
Já no dia 30 de julho fez seu segundo jogo, contra o Bahia. O técnico Tite tirou Romarinho e colocou Guerrero em campo aos 15 minutos; o placar foi de 0 a 0.
No dia 27 de novembro, dias antes do embarque corintiano ao Japão para a disputa do Mundial de Clubes da FIFA, o atleta foi homenageado pelo consulado peruano no Brasil em "reconhecimento por seus méritos atléticos e por seu profissionalismo ao mostrar todos os altos valores do esporte do Peru no Brasil, sendo considerado titular em grande maioria de jogos disputados".
Em 12 de dezembro, na semifinal do Mundial de Clubes contra o Al-Ahly, do Egito, Guerrero marcou, de cabeça, o único gol do jogo. No dia 16 de dezembro, na final do Mundial de Clubes contra o Chelsea, Guerrero marcou, também de cabeça, o único gol da partida que levou o Corinthians a ser campeão. Declarou que havia sonhado com o gol e o título.
Foi eleito melhor atacante do Campeonato Brasileiro de 2014 ao lado de Diego Tardelli, conquistando a Bola de Prata da revista Placar e da ESPN.
No dia 17 de março de 2015, Guerrero tornou-se o futebolista estrangeiro que mais marcou gols pelo Corinthians, sendo 47 gols, superando o argentino Carlos Tévez, que marcou 46 gols. A marca foi obtida na partida contra o clube uruguaio Danubio pela terceira rodada da segunda fase da Copa Libertadores da América. Também marcou seu primeiro hat-trick pelo Corinthians no jogo contra o Danubio. Guerrero se tornou o maior goleador da era pós rebaixamento, quebrando o recorde que antes pertencia ao Dentinho.
No dia 27 de maio foi liberado para que acertasse com outro clube.
Encerrou sua passagem pelo Corinthians com 130 jogos, que o tornou o 5º estrangeiro com mais jogos pelo timão.

### Flamengo

#### 2015

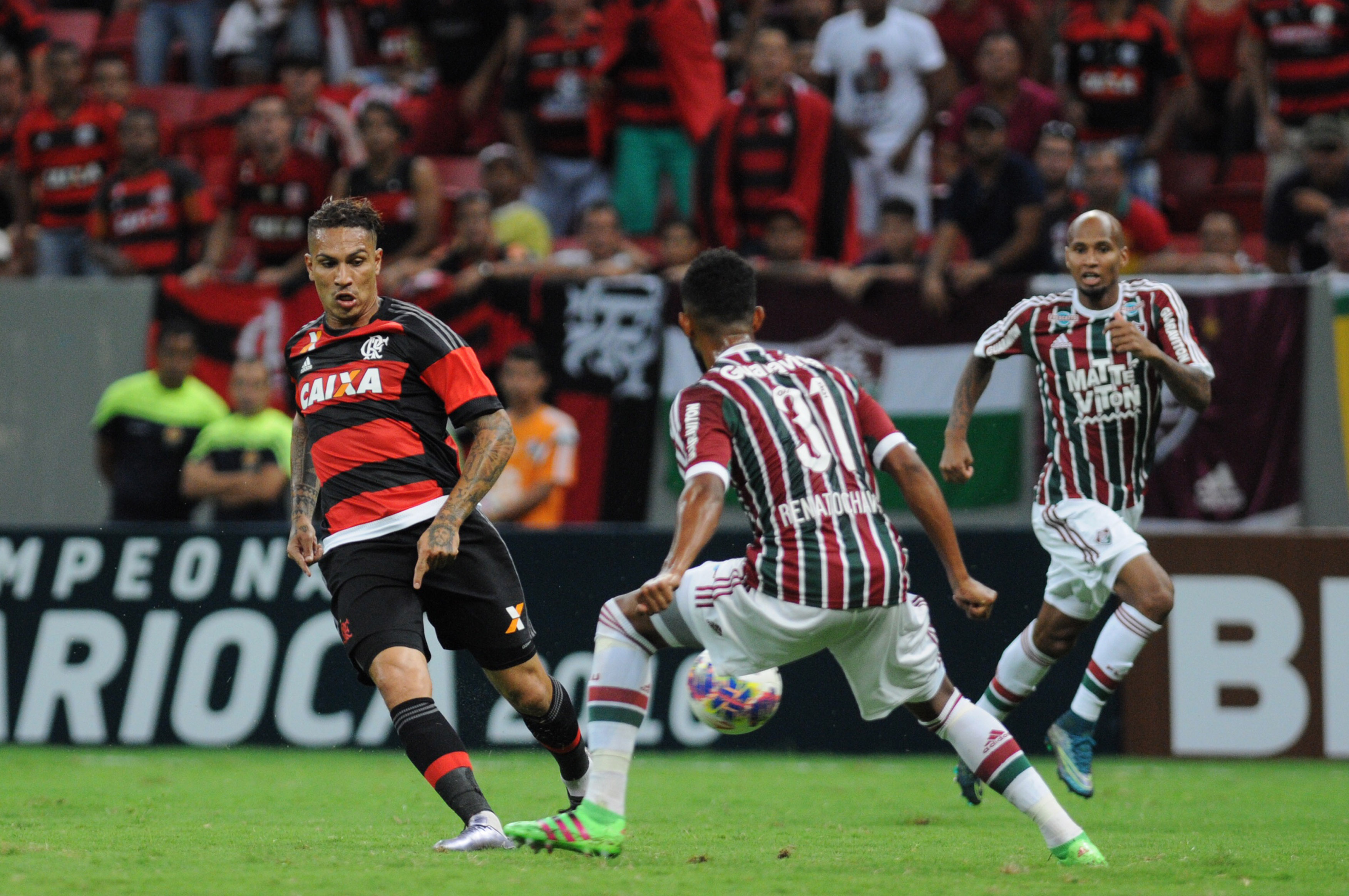
Guerrero disputando Fla-Flu pelo Rubro-Negro em 2016

Dias após deixar o Corinthians e já reunido com a Seleção Peruana que disputaria a Copa América, no dia 29 de maio foi contratado pelo Flamengo, assinando por três anos. Utilizando a camisa nove, estreou na 12ª rodada do Campeonato Brasileiro contra o Internacional, em Porto Alegre, quando abriu o placar e fez a assistência para o gol de Éverton na vitória por 2 a 1. Em seu segundo jogo pelo Flamengo, o primeiro no Maracanã diante da torcida rubro-negra, Guerrero marcou o gol da vitória por 1 a 0 diante do Grêmio, em partida válida pelo Campeonato Brasileiro.

#### 2016
Depois de um jejum de cinco meses sem balançar as redes, Guerrero voltou a marcar pelo Rubro-Negro em 27 de janeiro, tendo feito os dois gols na vitória por 2 a 0 sobre o Atlético Mineiro, em partida válida pela Primeira Liga. Diante do seu ex-clube Corinthians, destacou-se principalmente por ter marcado os dois gols do empate em 2 a 2 e também por sua movimentação e empenho nos lances. Contra o Atlético Mineiro no Mineirão, em confronto direto no Campeonato Brasileiro, foi decisivo dando assistência para o gol de Diego e marcando o gol de empate que terminou em 2 a 2.
Terminou a temporada sendo o maior artilheiro do clube no ano com 18 gols, o vice artilheiro entre gringos no Brasil (atrás apenas de Lucas Pratto) e também foi o artilheiro da Primeira Liga com três gols. Guerrero foi o primeiro estrangeiro ao alcançar o mesmo feito de Petković, em 2000, que foi o maior artilheiro do time carioca na temporada.

#### 2017
Em sua primeira partida oficial em 2017, diante do Boavista pelo Campeonato Carioca, Guerrero marcou dois gols na goleada por 4 a 1, em que foi destaque ao lado do compatriota Miguel Trauco. Ao longo do Campeonato Carioca o peruano foi destaque mantendo uma boa média de gols (sua melhor na carreira), que segundo estatísticas foi apontado como o melhor começo de ano na carreira de Guerrero. Diante do Fluminense, em partida válida pela decisão da Taça Guanabara, Guerrero marcou o segundo gol de falta da carreira, numa bela cobrança, que garantiu o empate por 3 a 3 no tempo regulamentar. Porém, na disputa por pênaltis, o Tricolor levou a melhor. Na partida do dia 13 de abril, válida pela Libertadores, Guerrero marcou o primeiro gol do Flamengo na vitória por 2 a 1 contra o Atlético Paranaense, recebendo o prêmio de melhor jogador da partida. Foi nesta partida, também, que o meia Diego se lesionou. Desde então, Guerrero assumiu de vez o protagonismo do time e passou a participar mais das armações da jogadas. Na opinião de Júnior, comentarista da TV Globo e ex-lateral rubro-negro, Guerrero estava em "seu melhor momento no no Flamengo. Nas últimas partidas, ele foi o melhor do time. Não é só ofensivamente, ele está saindo da área, serve os companheiros".
No dia 23 de abril, com os dois gols marcados contra o Botafogo, Paolo Guerrero chegou a 32 tentos com a camisa do Flamengo em 77 partidas. Esta marca o tornou o sexto maior artilheiro estrangeiro do clube.
Diante da Universidad Católica, do Chile, Guerrero foi um dos destaques do Flamengo em campo, principalmente por ter sido o jogador que mais finalizou à gol na partida, especialmente no primeiro tempo, em que das nove finalizações do Rubro-Negro todas foram do peruano. No segundo tempo foi mais feliz tendo marcado um dos gols da vitória por 3 a 1, em partida válida pela Libertadores. No fim do jogo Guerrero terminou com 14 finalizações, de um total de 23 do time carioca. Na mesma partida o peruano foi responsável pelo gol de número 200 do Flamengo na Copa Libertadores.
Já no dia 7 de maio, diante do Fluminense pelo segundo jogo da final do Campeonato Carioca, foi um dos heróis ao marcar na vitória por 2 a 1 que terminou com o 34º título do Flamengo da competição. Além disso, Guerrero conquistou a artilharia isolada do Campeonato com 10 gols (pondo fim a um jejum de seis anos sem um estrangeiro como artilheiro máximo do estadual do Rio) e foi eleito o melhor jogador do torneio pela FERJ.
| “ | Incrível. Sensação única, não sei se explicar. Ver o Maracanã lotado, cheio de rubro-negros é incrível. Agora está todo mundo cantando, feliz. É uma sensação única. | ” |

No dia 22 de junho, na partida que o Flamengo venceu a Chapecoense por 5 a 1, válida pela pelo Brasileirão, Guerrero anotou pela primeira vez um hat-trick pelo clube, e o quarto de sua carreira. Além dos três gols, Guerrero ainda deu uma assistência para Diego marcar um de seus dois gols na partida.
Destaque do time rubro-negro, Guerrero completou contra o Atlético Paranaense, no domingo 27 de agosto, 100 jogos com a camisa do Flamengo. O centroavante recebeu das mãos do presidente Eduardo Bandeira de Mello um presente por conta da marca. Na partida o Rubro-Negro carioca saiu vitorioso por 2 a 0.

#### 2018
Em 5 de maio, com o fim da punição recebida por uso de doping durante as eliminatórias da Copa do Mundo, Guerrero voltou a ser relacionado para um jogo pelo Flamengo. No dia seguinte, diante do Internacional, entrou no lugar de Henrique Dourado e voltou a atuar após o período de suspensão imposta pela FIFA. O Rubro-Negro venceu por 2 a 0 em partida válida pelo Campeonato Brasileiro.
Diante da Chapecoense, mais uma vez pelo Campeonato Brasileiro, marcou seu primeiro gol em seu retorno aos gramados. Ainda assim, o Flamengo acabou derrotado por 3 a 2 na Arena Condá. Ao final do jogo, ao ser perguntado sobre a expectativa quanto ao resultado do julgamento do TAS, o atacante peruano mostrou-se confiante.
| “ | Sou inocente, não fiz nada. Não podem deixar um jogador que não fez nada sem jogar. Não podem tirar minha felicidade de jogar futebol. Estou confiante porque acredito na Justiça. | ” |

Após o término do seu contrato no dia 10 de agosto, Guerrero despediu-se com 115 jogos e 43 gols com a camisa rubro negra.

### Internacional
Em 12 de agosto de 2018, assinou com o Internacional até agosto de 2021. O jogador recebeu a camisa número 79, em alusão à conquista invicta do Campeonato Brasileiro de 1979. Contudo, a poucos dias de sua estreia com a camisa colorada, teve seu efeito suspensivo revogado no dia 23 de agosto. Assim, Guerrero só pôde voltar a jogar em abril de 2019.

#### 2019
Neste ano herdou a camisa 9 de Leandro Damião. O peruano voltou aos treinos no dia 5 de fevereiro, visando sua estreia pelo time na Copa Libertadores da América.
Estreou no dia 6 de abril, contra o Caxias, pelo Campeonato Gaúcho, marcando seu primeiro gol com a camisa colorada na vitória por 2 a 0. Em seguida, pela Libertadores, marcou dois gols contra o Palestino, do Chile, na vitória por 3 a 2 que garantiu o Inter nas oitavas-de-final da competição.
Já no dia 26 de setembro, em partida válida pelo Campeonato Brasileiro contra o Flamengo, no Maracanã, foi expulso ainda no primeiro tempo. O centroavante já havia reclamado com o árbitro Luiz Flávio Oliveira pela não marcação de um pênalti a favor do Internacional, e aos 43 minutos, após um choque de cabeças com Rodrigo Caio, proferiu xingamentos contra o juiz, que ergueu o cartão vermelho de imediato. Com dois a menos em campo (Bruno já havia sido expulso), o time colorado perdeu de 3 a 1.
No dia 26 de outubro, num jogo contra o Bahia válido pela 28ª rodada do Brasileirão, na Arena Fonte Nova, marcou dois gols na vitória do Inter por 3 a 2.

#### 2020
Em 26 de janeiro, pelo Campeonato Gaúcho, marcou seu primeiro gol no ano na vitória por 3 a 1 contra o Pelotas.

#### 2021
Em 12 de outubro, pediu dispensa por assuntos pessoais e rescindiu seu contrato como jogador do Internacional. Ao todo, com a camisa Colorada Guerrero disputou 73 jogos e marcou 32 gols.

### Avaí
Em julho de 2022, foi anunciado como novo reforço do Avaí, com contrato válido até o fim do ano. Guerrero encerrou sua passagem pelo Avaí, onde disputou o Campeonato Brasileiro e fez dez jogos, não marcou nenhum gol. Avaí foi rebaixado.

### Racing
O Racing, da Argentina, anunciou a contratação de Paolo Guerrero, que assinou contrato até o final de 2023, sendo o principal reforço para disputada Libertadores. Em 12 de fevereiro de 2023, Paolo Guerrero estreou-se  com a camisola do Racing, no empate contra o Tigre pela terceira rodada da Liga Argentina 2023. No dia 23 de fevereiro de 23, Guerrero anotou seu primeiro golo defendo o Racing, na vitória por 3 a 1 sobre o San Martín Formosa, pela Copa Argentina. Isso significou o fim de uma a seca de gols, que o acompanhava desde agosto de 2021 (a última vez que marcou foi com a camisa do Inter Porto Alegre).
No dia 6 de julho de 2023, o Racing anunciou a rescisão de Guerrero com o clube em comum acordo, com o jogador deixando o clube após apenas 6 meses.Ele deixou o Racing, onde marcou três gols em 22 partidas.

### LDU Quito
Poucos dias após rescindir seu contrato com o Racing, Guerrero foi anunciado como novo reforço da LDU. Estreou pelo clube no dia 4 de agosto de 2023, pela LDU em uma vitória por o 1–0 sobre o Ñublense pelo jogo de ida das oitavas de final da Copa Sul-Americana de 2023. Anotou também seu primeiro tento. Guerrero fez uma grande partida pela LDU no jogo de ida das semifinais da Copa Sul-Americana no dia 27 de setembro de 2023, marcando dois gols na vitória por 3–0 sobre o Defensa y Justicia. No dia 28 de outubro de 2023, Guerrero se sagrou campeão da Copa Sul-Americana pela LDU. Após empate no tempo normal por 1–1, a equipe venceria nos pênaltis o Fortaleza.
Paolo deixou a LDU ao fim do ano, ele marcou oito gols em 20 jogos, sendo um dos líderes da equipe nos títulos da Copa Sul-Americana e do Campeonato Equatoriano, ambos em decisão por pênaltis, contra Fortaleza e Independiente Del Valle, respectivamente.

### César Vallejo
Em 2 de janeiro de 2024, Paolo Guerrero foi anunciado pelo César Vallejo, do Peru, e jogará pela primeira vez no país onde nasceu.

### Alianza Lima
Em 16 de agosto de 2024, Paolo Guerrero foi anunciado pelo Alianza Lima, do Peru, como novo reforço da equipe. O atleta retorna a equipe em que atuou nas categorias de base e com muito entusiasmo escreveu em suas redes sociais "De volta para casa".

## Seleção Nacional
Após ter atuado pelas categorias Sub-18 e Sub-23, estreou pela Seleção Peruana principal no dia 9 de outubro de 2004, contra a Bolívia, em jogo válido pelas eliminatórias da Copa do Mundo FIFA de 2006. Seu primeiro gol pela blanquirroja ocorreu em 17 de novembro do mesmo ano, na vitória contra o Chile.
No dia 17 de junho de 2008, contra o Uruguai, foi suspenso por seis jogos por insultar o árbitro na goleada sofrida por 6 a 0.
Três anos depois, convocado para a Copa América de 2011, Guerrero marcou cinco vezes no torneio, sendo um em cada partida nos jogos contra Uruguai e México, seguido por um hat-trick contra a Venezuela na disputa do terceiro lugar. Assim, o Peru venceu por 4 a 1 e Paolo tornou-se o artilheiro do torneio.
Quatro anos depois foi convocado para a disputa da Copa América de 2015, na qual sagrou-se novamente artilheiro com quatro gols - empatado com Eduardo Vargas da Seleção Chilena, marcando um hat-trick contra a Bolívia, seguido de um gol na decisão do terceiro lugar contra o Paraguai.

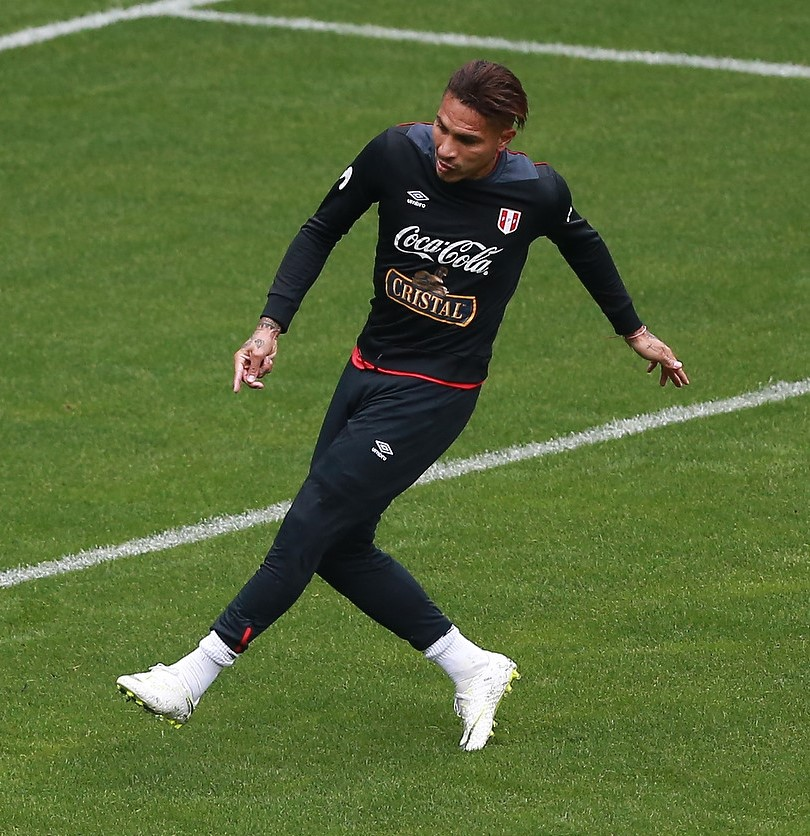
Guerrero treinando com a Seleção Peruana na Copa do Mundo FIFA de 2018 na Rússia

Em 13 de outubro de 2015, ao marcar um gol contra o Chile, em partida válida pelas eliminatórias da Copa do Mundo FIFA de 2018, Guerrero igualou a marca de Teófilo Cubillas como goleador máximo da Seleção Peruana, ambos com 26 gols. Diante do Uruguai no Estádio Nacional em Lima, em partida válida pelas eliminatórias da Copa do Mundo, Guerrero foi decisivo na vitória de virada por 2 a 1, tendo marcado o gol de empate e dando o passe para o segundo marcado por Edison Flores; essa vitória foi fundamental para manter o sonho peruano da classificação para a Copa do Mundo FIFA de 2018.
Diante da Colômbia, pelas eliminatórias da Copa do Mundo, Guerrero foi o herói da Seleção Peruana após marcar de falta o gol que garantiu o empate em 1 a 1, que junto de uma combinação de resultados, classificou seu país para a repescagem e manteve assim o sonho de classificar o Peru após anos para uma Copa do Mundo FIFA.
Com o gol marcado contra o Brasil na final da Copa América de 2019, Guerrero chegou a marca de pelo menos um gol contra todas as Seleções Sul-Americanas. Ainda assim, não impediu a derrota por 3 a 1.
Em 8 de janeiro de 2025, aos 41 anos, Guerrero anunciou sua aposentadoria da Seleção Peruana, a qual defendeu por 20 anos. Ao todo, disputou 125 partidas, marcou 41 gols e deu 10 assistências, tornando-se artilheiro histórico de seu país.

### Doping
Em outubro de 2017, fez o exame antidoping no jogo entre a Seleção Peruana e a Seleção Argentina válido pelas eliminatórias da Copa do Mundo, atestando positivo para benzoilecgonina, o principal metabólico da cocaína. O jogador recebeu a sentença de um ano fora dos gramados e recorreu utilizando a defesa de que o metabólico encontrado teria sido ingerido devido ao uso de chás, feitos com folhas da coca, em vários países da América do Sul. Em 20 de dezembro de 2017, a Comissão de Apelação da FIFA aceitou parcialmente o recurso do jogador diminuindo sua pena para seis meses, permitindo que o atacante dispute a Copa do Mundo.
Por conta da suspensão por doping, não pôde participar dos dois jogos da repescagem contra a Nova Zelândia. Mesmo assim, o Peru se classificou para a Copa.

### Condenação e recurso para jogar a Copa do Mundo de 2018
Em 14 de maio de 2018, o Tribunal Arbitral do Esporte ampliou a pena para 14 meses de suspensão por doping. A decisão, em última instância, é definitiva, deixando Guerrero fora da Copa do Mundo da Rússia. Guerrero, porém, apelou ao Tribunal Federal da Suíça para que sua suspensão começasse a valer apenas depois da Copa, e o órgão aceitou. "Paolo Guerrero terá direito de participar da próxima Copa do Mundo na Rússia pela seleção do Peru, da qual ele é capitão", diz o texto. O CAS, por ser sediado Lausanne na Suíça, é subordinado aos órgãos superiores legais do país, e por isso não pôde se opor a decisão do Tribunal. Desta forma, Guerrero ficou liberado para jogar a Copa.

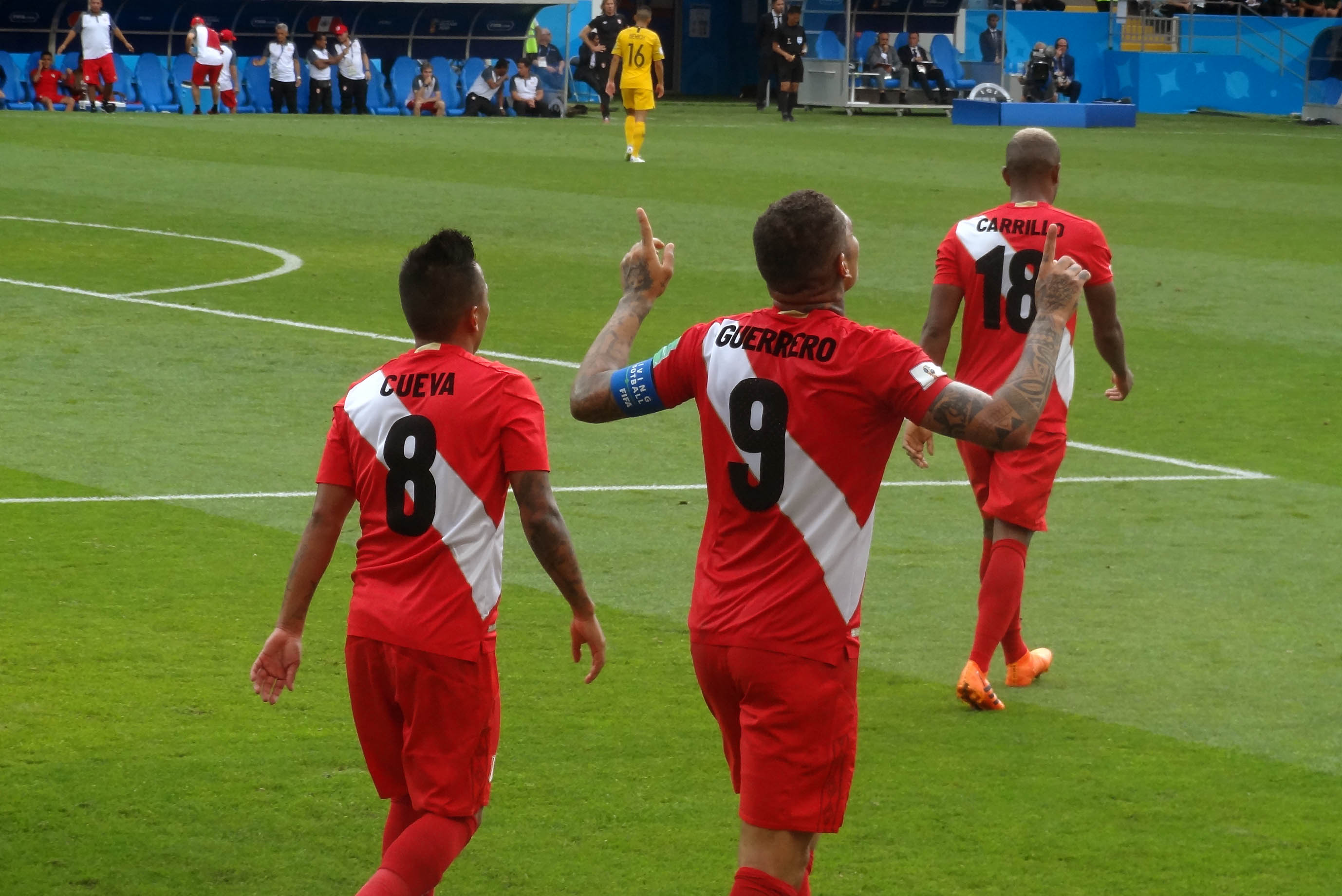
Paolo Guerrero (9) comemorando seu gol marcado diante da Seleção Australiana no Estádio Olímpico de Fisht, em Sóchi.

Em seus retorno aos gramados após ser liberado para defender sua seleção na Copa do Mundo, Guerrero marcou dois gols na vitória por 3 a 0 diante da Arábia Saudita num amistoso preparatório.
| “ | Mais do que pressão, eu precisava me sentir bem, pegar ritmo. Tinha dias que eu não praticava futebol. Agora estou novamente aqui e espero chegar 100%. O professor me deu a oportunidade de jogar quase 70 minutos. E quanto mais minutos me der, melhor para mim. Meus companheiros me ajudaram, estou muito feliz por voltar à seleção com dois gols. Tenho que trabalhar bem. O grupo se sente com muita confiança, precisamos seguir focados. Ninguém pode nos tirar esse foco. | ” |

Na estreia da Seleção Peruana, por opção do treinador Ricardo Gareca, optou por Guerrero começar no banco diante da Dinamarca, o atacante entrou no decorrer da partida porém não conseguiu ajudar a reverter o placar de 1 a 0 pra o time adversário. Já diante da França, começou como titular tendo destaque e oferecendo perigo aos franceses, porém acabou perdendo novamente por 1 a 0 e com isso, a Seleção Peruana acabou sem possibilidades de passar de fase na Copa do Mundo. Já eliminada, a Seleção Peruana enfrentou a também eliminada Seleção Australiana pelo último jogo de seu grupo, jogo em que Paolo Guerrero foi destaque com uma assistência para o gol de André Carrillo e marcando seu primeiro gol em Copas do Mundo.

### Novos depoimentos de 2019
Em maio de 2019, um Garçom do hotel onde a delegação peruana estava hospedada afirmou que Guerrero não foi responsável por caso de doping, já que, segundo ele, "uma jarra mal lavada pode ter feito Guerrero cair no doping", inocentando, desta forma, a culpa do atleta pelo seu próprio doping.

## Vida pessoal
Guerrero sofre de ptesiofobia. Relatos da mídia afirmam que seu medo de voar é devido à trágica morte de seu tio José González Ganoza, que morreu no desastre aéreo com o Alianza Lima em 1987.
O irmão mais velho de Guerrero, Julio César "Coyote" Rivera González, também foi jogador e chegou a atuar pela Seleção Peruana.
Guerrero é católico romano.

## Estatísticas
Abaixo estão listados todos os jogos e assistências do futebolista por clubes, atualizados por ESPN Brasil.

### Clubes
| Clube                | Temporada         | Campeonato nacional | Campeonato nacional | Campeonato nacional | Copa nacional[a] | Copa nacional[a] | Copa nacional[a] | Competições continentais[b] | Competições continentais[b] | Competições continentais[b] | Outros torneios[c] | Outros torneios[c] | Outros torneios[c] | Total | Total | Total   |
| Clube                | Temporada         | Jogos               | Gols                | Assist.             | Jogos            | Gols             | Assist.          | Jogos                       | Gols                        | Assist.                     | Jogos              | Gols               | Assist.            | Jogos | Gols  | Assist. |
| -------------------- | ----------------- | ------------------- | ------------------- | ------------------- | ---------------- | ---------------- | ---------------- | --------------------------- | --------------------------- | --------------------------- | ------------------ | ------------------ | ------------------ | ----- | ----- | ------- |
| Bayern de Munique II | 2002–03           | 18                  | 8                   | 0                   | —                | —                | —                | —                           | —                           | —                           | —                  | —                  | —                  | 18    | 8     | 0       |
| Bayern de Munique II | 2003–04           | 24                  | 21                  | 0                   | —                | —                | —                | —                           | —                           | —                           | —                  | —                  | —                  | 24    | 21    | 0       |
| Bayern de Munique II | 2004–05           | 11                  | 7                   | 0                   | 3                | 4                | 1                | —                           | —                           | —                           | —                  | —                  | —                  | 14    | 11    | 1       |
| Bayern de Munique II | 2005–06           | 13                  | 9                   | 1                   | —                | —                | —                | —                           | —                           | —                           | —                  | —                  | —                  | 13    | 9     | 1       |
| Bayern de Munique II | Total             | 66                  | 45                  | 1                   | 3                | 4                | 1                | —                           | —                           | —                           | —                  | —                  | —                  | 69    | 49    | 2       |
| Bayern de Munique    | 2003–04           | 0                   | 0                   | 0                   | 1                | 0                | 0                | —                           | —                           | —                           | —                  | —                  | —                  | 1     | 0     | 0       |
| Bayern de Munique    | 2004–05           | 13                  | 6                   | 3                   | 1                | 0                | 1                | 6                           | 1                           | 0                           | —                  | —                  | —                  | 20    | 7     | 4       |
| Bayern de Munique    | 2005–06           | 14                  | 4                   | 6                   | 3                | 1                | 0                | 7                           | 1                           | 0                           | —                  | —                  | —                  | 24    | 6     | 6       |
| Bayern de Munique    | Total             | 27                  | 10                  | 9                   | 5                | 1                | 1                | 13                          | 2                           | 0                           | —                  | —                  | —                  | 45    | 13    | 10      |
| Hamburgo             | 2006–07           | 20                  | 5                   | 1                   | 2                | 0                | 1                | 7                           | 0                           | 0                           | —                  | —                  | —                  | 29    | 5     | 2       |
| Hamburgo             | 2007–08           | 29                  | 9                   | 4                   | 3                | 0                | 1                | 9                           | 5                           | 3                           | —                  | —                  | —                  | 41    | 14    | 8       |
| Hamburgo             | 2008–09           | 31                  | 9                   | 6                   | 5                | 1                | 1                | 12                          | 4                           | 1                           | —                  | —                  | —                  | 48    | 14    | 8       |
| Hamburgo             | 2009–10           | 6                   | 4                   | 0                   | 1                | 0                | 0                | 6                           | 3                           | 2                           | —                  | —                  | —                  | 13    | 7     | 2       |
| Hamburgo             | 2010–11           | 25                  | 4                   | 4                   | 2                | 1                | 2                | —                           | —                           | —                           | —                  | —                  | —                  | 27    | 5     | 6       |
| Hamburgo             | 2011–12           | 23                  | 6                   | 2                   | 2                | 0                | 1                | 0                           | 0                           | 0                           | —                  | —                  | —                  | 25    | 6     | 3       |
| Hamburgo             | Total             | 134                 | 37                  | 17                  | 15               | 2                | 6                | 34                          | 12                          | 6                           | —                  | —                  | —                  | 183   | 51    | 29      |
| Corinthians          | 2012              | 15                  | 6                   | 0                   | —                | —                | —                | —                           | —                           | —                           | 2                  | 2                  | 0                  | 17    | 8     | 0       |
| Corinthians          | 2013              | 18                  | 5                   | 1                   | 3                | 0                | 0                | 9                           | 5                           | 1                           | 17                 | 8                  | 1                  | 46    | 18    | 3       |
| Corinthians          | 2014              | 29                  | 12                  | 3                   | 5                | 3                | 1                | —                           | —                           | —                           | 13                 | 1                  | 1                  | 46    | 16    | 5       |
| Corinthians          | 2015              | 2                   | 0                   | 0                   | —                | —                | —                | 5                           | 4                           | 1                           | 14                 | 8                  | 4                  | 21    | 12    | 5       |
| Corinthians          | Total             | 62                  | 23                  | 4                   | 8                | 3                | 1                | 14                          | 9                           | 2                           | 46                 | 19                 | 6                  | 130   | 54    | 13      |
| Flamengo             | 2015              | 15                  | 3                   | 3                   | 3                | 1                | 0                | —                           | —                           | —                           | —                  | —                  | —                  | 18    | 4     | 3       |
| Flamengo             | 2016              | 21                  | 9                   | 3                   | 3                | 1                | 0                | 3                           | 0                           | 0                           | 18                 | 8                  | 1                  | 45    | 18    | 4       |
| Flamengo             | 2017              | 19                  | 6                   | 3                   | 5                | 2                | 2                | 8                           | 2                           | 2                           | 13                 | 10                 | 0                  | 45    | 20    | 7       |
| Flamengo             | 2018              | 6                   | 1                   | 1                   | 1                | 0                | 0                | 0                           | 0                           | 0                           | —                  | —                  | —                  | 7     | 1     | 1       |
| Flamengo             | Total             | 61                  | 19                  | 10                  | 12               | 4                | 2                | 11                          | 2                           | 2                           | 31                 | 18                 | 1                  | 115   | 43    | 15      |
| Internacional        | 2019              | 24                  | 10                  | 0                   | 8                | 5                | 0                | 6                           | 4                           | 0                           | 3                  | 1                  | 0                  | 41    | 20    | 0       |
| Internacional        | 2020              | 3                   | 3                   | 1                   | —                | —                | —                | 6                           | 3                           | 1                           | 6                  | 4                  | 0                  | 15    | 10    | 2       |
| Internacional        | 2021              | 9                   | 1                   | 0                   | —                | —                | —                | 1                           | 0                           | 0                           | 6                  | 1                  | 0                  | 16    | 2     | 0       |
| Internacional        | Total             | 36                  | 14                  | 1                   | 8                | 5                | 0                | 13                          | 7                           | 1                           | 15                 | 6                  | 0                  | 72    | 32    | 2       |
| Avaí                 | 2022              | 10                  | 0                   | 0                   | —                | —                | —                | —                           | —                           | —                           | —                  | —                  | —                  | 10    | 0     | 0       |
| Avaí                 | Total             | 10                  | 0                   | 0                   | —                | —                | —                | —                           | —                           | —                           | —                  | —                  | —                  | 10    | 0     | 0       |
| Total na carreira    | Total na carreira | 396                 | 148                 | 42                  | 51               | 19               | 12               | 85                          | 32                          | 10                          | 92                 | 43                 | 7                  | 624   | 242   | 71      |

- a. ^ Jogos da Copa da Alemanha, Copa da Liga Alemã e Copa do Brasil
- b. ^ Jogos da Liga Europa da UEFA, Liga dos Campeões da UEFA, Copa Libertadores da América e Recopa Sul-Americana
- c. ^ Jogos do Copa do Mundo de Clubes da FIFA, Campeonato Paulista, Florida Cup, Taça Asa Branca, Taça Chico Science, Primeira Liga do Brasil, Campeonato Carioca e amistosos

### Seleção Peruana
| Ano   |       |      |         |       |
| Ano   | Jogos | Gols | Assist. | Média |
| ----- | ----- | ---- | ------- | ----- |
| 2001  | 0     | 0    | 0       | 0     |
| Total | 0     | 0    | 0       | 0     |

| Ano   |       |      |         |       |
| Ano   | Jogos | Gols | Assist. | Média |
| ----- | ----- | ---- | ------- | ----- |
| 2004  | 4     | 3    | 0       | 0,75  |
| Total | 4     | 3    | 0       | 0,75  |

| Ano   |       |      |         |       |
| Ano   | Jogos | Gols | Assist. | Média |
| ----- | ----- | ---- | ------- | ----- |
| 2004  | 3     | 1    | 0       | 0,33  |
| 2005  | 6     | 2    | 0       | 0,33  |
| 2006  | 3     | 2    | 0       | 0,66  |
| 2007  | 9     | 4    | 0       | 0,44  |
| 2008  | 4     | 0    | 0       | 0     |
| 2009  | 3     | 0    | 0       | 0     |
| 2010  | 0     | 0    | 0       | 0     |
| 2011  | 9     | 7    | 2       | 0,77  |
| 2012  | 8     | 2    | 1       | 0,28  |
| 2013  | 6     | 0    | 0       | 0     |
| 2014  | 5     | 2    | 0       | 0,4   |
| 2015  | 11    | 5    | 1       | 0,45  |
| 2016  | 12    | 3    | 2       | 0,25  |
| 2017  | 7     | 5    | 1       | 1     |
| 2018  | 5     | 3    | 1       | 2     |
| 2019  | 11    | 3    | 1       | 0     |
| Total | 102   | 39   | 9       | 0,39  |

| Ano   |       |      |         |       |
| Ano   | Jogos | Gols | Assist. | Média |
| ----- | ----- | ---- | ------- | ----- |
| 2001  | 0     | 0    | 0       | 0     |
| 2004  | 7     | 4    | 0       | 0,57  |
| 2005  | 6     | 2    | 0       | 0,33  |
| 2006  | 3     | 2    | 0       | 0,66  |
| 2007  | 9     | 4    | 0       | 0,44  |
| 2008  | 4     | 0    | 0       | 0     |
| 2009  | 3     | 0    | 0       | 0     |
| 2010  | 0     | 0    | 0       | 0     |
| 2011  | 9     | 7    | 2       | 0,77  |
| 2012  | 8     | 2    | 1       | 0,28  |
| 2013  | 6     | 0    | 0       | 0     |
| 2014  | 5     | 2    | 0       | 0,4   |
| 2015  | 11    | 5    | 1       | 0,45  |
| 2016  | 12    | 3    | 2       | 0,25  |
| 2017  | 7     | 5    | 1       | 1     |
| 2018  | 5     | 3    | 1       | 2     |
| 2019  | 11    | 3    | 1       | 0     |
| Total | 106   | 42   | 9       | 0,41  |

## Títulos

### Títulos oficiais
Bayern de Munique
- Bundesliga: 2004–05 e 2005–06

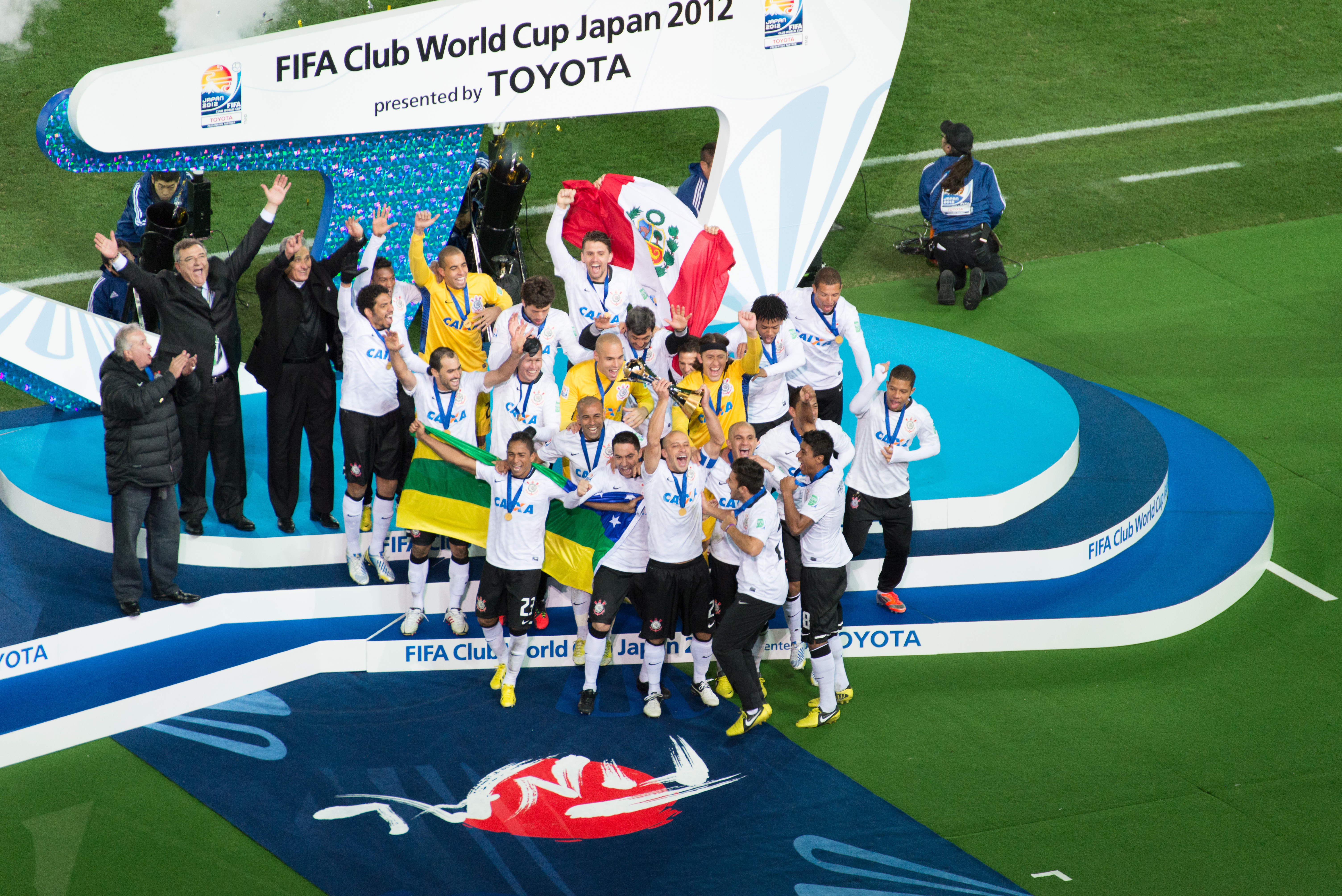
Paolo Guerrero (com a bandeira do Peru) e o time do comemorando a conquista da Copa do Mundo de Clubes da FIFA de 2012

- Copa da Alemanha: 2004–05 e 2005–06

Hamburgo
- Copa Intertoto da UEFA: 2007

Corinthians
- Copa do Mundo de Clubes da FIFA: 2012
- Campeonato Paulista: 2013
- Recopa Sul-Americana: 2013
- Campeonato Brasileiro: 2015[101]

Flamengo
- Campeonato Carioca: 2017

LDU
- Copa Sul-Americana: 2023
- Campeonato Equatoriano: 2023

Seleção Peruana Sub-18
- Medalha de Ouro nos Jogos Bolivarianos: 2001

### Títulos não-oficiais
Hamburgo
- Dubai Football Challenge: 2007 e 2008
- Emirates Cup: 2008

Flamengo
- Torneio Super Clássicos: 2015
- Torneio Super Series: 2015
- Troféu Carlos Alberto Torres: 2017

Seleção Peruana
- Copa Kirin: 2005

### Prêmios individuais

Paolo Guerrero (junto a Cássio no centro e David Luiz à esquerda) ganhando o prêmio de 3° melhor jogador do Mundial de Clubes da FIFA de 2012

- Melhor jogador Peruano na Copa América de 2007
- Troféu Depor Melhor jogador Peruano de 2011
- Seleção Ideal da Copa América de 2011
- Bola de Bronze da Copa do Mundo de Clubes da FIFA: 2012
- Segundo jogador mais popular das Américas pelo IFFHS: 2012
- Seleção e melhor jogador de ataque do Campeonato Paulista: 2013
- Eleito "O Cara do Paulistão": 2013[102]
- Seleção da 1ª Fase da Copa Libertadores da América 2013[103]
- Bola de Prata: 2014
- Prêmio Craque do Brasileirão: 2014
- Seleção do Campeonato Brasileiro (Jornal Lance!): 2014[104]
- Melhor jogador da Florida Cup: 2015[105]
- Indicado ao FIFA Ballon d'Or: 2015[106]
- Seleção Ideal da Copa América de 2015[107]
- Seleção de Estatísticas Primeira Liga (Footstats):  2016[108]
- Seleção das Estatísticas do Campeonato Carioca (jornal Lance!) - Melhor Atacante: 2017[109]
- Seleção do Campeonato Carioca pela FERJ: 2017[110]
- Melhor jogador do Campeonato Carioca pela FERJ: 2017[45]
- Incluso na Lista dos 500 jogadores mais importantes do futebol - "World Soccer Magazine": 2015,[111]2016[112] e 2017[113]
- 2° Melhor Jogador das Américas: 2012[114] e 2017[115]
- Seleção Ideal das Américas: 2012[116] e 2017[117]
- 43º melhor jogador do ano de 2017 (World Soccer)[118]
- Melhor jogador da partida da Copa América de 2019: Venezuela 0–0 Peru
- Melhor jogador da Copa do Brasil de 2019[119]
- Equipe ideal CONMEBOL da década 2011–2020 pela IFFHS[120]
- Seleção da Copa Sul-Americana: 2023[121]

### Recordes e Marcas
- Maior Artilheiro da Seleção Peruana: 37 Gols
- Segundo Maior Artilheiro do Peru em Copas Américas: 14 Gols
- 3°Maior Artilheiro da Copa América: 14 Gols
- Estrangeiro com mais gols pelo Corinthians: 51 Gols
- Segundo estrangeiro com mais Gols no Campeonato Brasileiro: 56 Gols [122]

## Artilharias
Bayern de Munique
- Regionalliga Süd: 2003–04 (21 gols)

Corinthians
- Recopa Sul-Americana: 2013 (1 gol)
- Florida Cup: 2015 (2 gols)

Flamengo
- Primeira Liga: 2016 (3 gols) - empatado com Diego Souza do Fluminense
- Campeonato Carioca: 2017 (10 gols)

Internacional
- Copa do Brasil: 2019 (5 gols) - empatado com Luciano do Fluminense e com Pipico do Santa Cruz

Seleção Peruana
- Copa América: 2011 (5 gols)
- Copa América: 2015 (4 gols) - empatado com Eduardo Vargas da Seleção Chilena
- Copa América: 2019 (3 gols) - empatado com Everton da Seleção Brasileira

## Campanhas de destaque
Hamburgo
- Copa da UEFA de 2008–09: Semifinalista

Flamengo
- Copa do Brasil de 2017: 2°Lugar
- Copa Sul-Americana de 2017: 2°Lugar

Internacional
- Copa do Brasil de 2019: 2°Lugar

Peru
- Copa América de 2019: 2°Lugar
- Copa América de 2011 e 2015: 3°Lugar